# Lathamus discolor
Il parrocchetto di Latham (Lathamus discolor) è un uccello della famiglia degli Psittaculidi. È l'unica specie del genere Lathamus.